# Les Montets
Les Montets là một đô thị thuộc huyện Broye, trong bang Fribourg, Thụy Sĩ.